# The Burning Red
The Burning Red — третий студийный альбом грув-метал-группы Machine Head. Издан в 1999 году и является вторым самым продаваемым альбомом группы в США после Burn My Eyes.
Альбом ознаменовал отход от звучания Machine Head в двух предыдущих альбомах, записанных на стыке грув-метала и треш-метала. В музыкальном плане The Burning Red представляет сочетание традиционного для коллектива звучания грув-метала с влияниями популярного в те годы ню-метала. Основными темами лирики песен являются проблемы общества, личные переживания и депрессия.
Релиз получил в основном положительные оценки критиков и показал уверенное выступление в чартах. В США было продано более 134 000 копий альбома, а в Великобритании — более 60 000 экземпляров.

## Запись
В 1998 году, после записи альбома The More Things Change гитарист Логан Мейдер покинул Machine Head. Его место занял Ару Ластер. В качестве продюсера для предстоящей пластинки был приглашён Росс Робинсон.
К концу 1990-х ню-метал уже полностью сложился как самостоятельный жанр и вошёл в мейнстрим. Многие лейблы стали интенсивно подписывать новые группы, исполняющие музыку в этом стиле. На лето 1999 года было запланировано два крупных релиза ню-метал-коллективов Limp Bizkit и Slipknot. В связи с этим, руководство лейбла Roadrunner Records попросило Machine Head изменить звучание.
Альбом записывался в калифорнийской студии Indigo Ranth в Малибу. Микширование проводилось в Larrabee Sound Studios в Голливуде, завершающий мастеринг был осуществлён в Sterling Sound Studios в Нью-Йорке.
12 июля 1999 года альбом попал в эфир радиостанций, а 27 июля состоялся официальный релиз. 31 октября 1999 года вышел первый сингл альбома — «Silver». В поддержку релиза музыканты отправились в турне по Америке, Европе и Японии. В 2000 году было издано ещё два сингла — «The Blood, the Sweat, the Tears» и «From This Day», на последний был снят видеоклип.

## Музыкальный стиль
Работая над The Burning Red, группа внесла в свою музыку рэп-вокал (например «Desire to Fire»), что по мнению фанатов стало следствием прихода в коллектив Ластера. Однако, это изменение в звучании не стало единственным: так на композиции «The Blood, the Sweat, the Tears» была использована диско-партия ударных, а на «Silver» — крунер-вокал. Ссылаясь на нехватку треков для Стороны «Б», продюсер Росс Робинсон, после прослушивания импровизаций Робба Флинна на репетиции, предложил группе записать кавер-версию песни The Police, «Message in a Bottle».
Джоэл Макайвер, комментируя альбом, говорил, что кто-то может отвергать альбом, как ню-метал-релиз, однако это не отменяет того, что The Burning Red это «атмосферный, эмоциональный грув-метал, к которому Machine Head стремились в этот период своей карьеры». Рик Андерсон из AllMusic назвал альбом «аггро-металом». Отвечая на критику в адрес релиза, Макклейн заявил, что группа не пыталась подражать популярным тенденциям; они просто «хотели звучать по-другому». Флинн утверждал, что коллектив посчитал свои предыдущие два альбома слишком похожими друг на друга, в связи с чем музыканты и решили обратиться к другим разновидностям метала.
Эми Скьяретто из CMJ писал, что, благодаря Робинсону, ранее продюсировавшему Limp Bizkit и Korn, The Burning Red продемонстрировал прогресс Machine Head в поиске собственного звучания, отвергнув при этом какие-либо упрёки в копировании ведущих ню-метал-групп.
Основными темами альбома стали личные переживания и социальные противоречия. Трек «Devil With the King’s Card» посвящён бывшему гитаристу группы Логану Мейдеру. В песне «Five» говорится о сексуальном насилии, которому Флинн подвергался в пятилетнем возрасте. По его словам, композиция стала самой для него трудной в альбоме, и он никогда бы не стал исполнять её на сцене.

## Критика и коммерческий успех
| Оценки критиков     | Оценки критиков |
| Источник            | Оценка          |
| ------------------- | --------------- |
| Allmusic            | [ 3 ]           |
| Chronicles of Chaos | 9/10            |
| NME                 | 3/10            |

The Burning Red был благосклонно принят критиками и продемонстрировал хорошие продажи, однако смена группой имиджа и музыкального направления привели к тому, что ряд критиков и фанатов посчитали коллектив «продавшимся». Рик Андерсон из AllMusic был одним из тех, кто похвалил альбом: по его мнению, Machine Head «звучат более свободно и менее ограниченно чем раньше». Дэвид Джарман из CMJ назвал альбом «в значительной степени агрессивной обыденной коммерцией» для фанатов, знакомых с метал-музыкой конца 1990-х. При этом он отметил, что слушатели всё равно могут ожидать от альбома «оглушительного грубого звука».
The Burning Red стал одним из самых продаваемых альбомов коллектива, дебютировав на 88-й позиции в Billboard 200. В Великобритании было продано свыше 60 000 экземпляров пластинки, а в США — более 130 000.

## Список композиций
Все тексты написаны Роббом Флинном, вся музыка написана Machine Head.
| №                   | Название                                                     | Длительность |
| ------------------- | ------------------------------------------------------------ | ------------ |
| 1.                  | «Enter the Phoenix»                                          | 0:53         |
| 2.                  | «Desire to Fire»                                             | 4:49         |
| 3.                  | «Nothing Left»                                               | 4:05         |
| 4.                  | «The Blood, the Sweat, the Tears»                            | 4:11         |
| 5.                  | «Silver»                                                     | 3:52         |
| 6.                  | «From This Day»                                              | 3:56         |
| 7.                  | «Exhale the Vile»                                            | 4:57         |
| 8.                  | «Message in a Bottle» (The Police cover; автор текста Стинг) | 3:32         |
| 9.                  | «Devil With the King's Card»                                 | 4:05         |
| 10.                 | «I Defy»                                                     | 3:42         |
| 11.                 | «Five»                                                       | 5:18         |
| 12.                 | «The Burning Red»                                            | 6:44         |
| Общая длительность: | Общая длительность:                                          | 50:00        |

| №   | Название                                | Длительность |
| --- | --------------------------------------- | ------------ |
| 13. | «House of Suffering» (Bad Brains cover) | 2:10         |
| 14. | «Alcoholocaust»                         | 3:46         |

## Участники записи
Machine Head
- Робб Флинн — вокал, соло и ритм-гитара
- Ару Ластер — соло и ритм-гитара
- Адам Дьюс — бас-гитара
- Дэйв Макклейн — ударные

Производство
- Роб Агнелло — звукоинженер
- Терри Дэйт — микширование
- Тед Дженсен — мастеринг
- Чак Джонсон — звукоинженер
- Тед Рейгер — ассистент звукоинженера
- Росс Робинсон — продюсер

## Позиции в чартах
| Чарт (1999)        | Высшая позиция |
| ------------------ | -------------- |
| Австралия          | 30             |
| Австрия            | 22             |
| Бельгия (Фландрия) | 35             |
| Нидерланды         | 35             |
| Финляндия          | 12             |
| Франция            | 55             |
| Германия           | 15             |
| Новая Зеландия     | 47             |
| Норвегия           | 35             |
| Швеция             | 17             |
| Великобритания     | 13             |
| Billboard 200      | 88             |

## Сертификации
| Регион | Сертификация | Продажи |
| --- | ------------ | ------- |
| Великобритания (BPI) | Серебряный   | 60 000^ |
| * Данные о продажах приведены только на основе сертификации. ^ Данные о тиражах приведены только на основе сертификации. |              |         |